# Eisenbahnbrücke Nowosibirsk
Die Eisenbahnbrücke Nowosibirsk war die erste Eisenbahnbrücke über den Ob und eine der längsten Brücken der Transsibirischen Eisenbahn.

## Geschichte
Die Trasse der neuen Eisenbahn konnte in Westsibirien zwischen Omsk und Krasnojarsk nicht über Tomsk gelegt werden, der damals wichtigsten Stadt auf diesem Weg, da sich der nicht weit entfernte Ob bei Hochwasser über ein mehrere Kilometer breites Flussbett ausbreitet. Erkundungen der noch weitgehend unbekannten Gegend unter Nikolai Garin-Michailowski führten rund 200 km südlich von Tomsk zu einer nur rund 800 m breiten Passage des Ob bei dem Dorf Kriwoschtschekowa, das dann als Ort für den Bau der Brücke festgelegt wurde.

## Erste Eisenbahnbrücke (1897)
Die Brücke wurde in den Jahren 1893 bis 1897 von Wladimir Beresin mit den Bauleitern Grigori Budagow (bis 1895) und Nikolai Tichomirow (1895–1897) nach dem Entwurf von Nikolai Belelubsky gebaut. Aus der Ansiedlung der Brückenbauarbeiter bei dem Dorf Kriwoschtschekowa entstand im Lauf der Zeit die Stadt Nowonikolajewsk, die 1926 in Nowosibirsk umbenannt wurde und heute die größte Stadt Sibiriens und drittgrößte Stadt Russlands ist.
Die eingleisige Brücke hatte sieben Stromöffnungen mit einer Länge von insgesamt 765 m, die von Halbparabelträgern überspannt werden. Über beiden Uferböschungen stellte eine kleine, 30 m lange Fischbauchträgerbrücke die Verbindung zu dem erhöht liegenden Bahndamm her. Das gesamte Brückenbauwerk war somit 825 m lang.
In konstruktiver Hinsicht handelte es sich um eine Gerberträgerbrücke. Drei Halbparabelträger waren je 143 m lang, aber ihre Stützweite betrug nur 115 m, so dass sie beidseits je 14 m über die Lager auf den Pfeilern auskragten. Vier Halbparabelträger waren 84 m lang und dienten als Einhängeträger, deren Enden auf den auskragenden Teilen der längeren Träger bzw. auf den beiden Uferpfeilern gelagert waren. Die Längen der Träger waren somit 30 + 84 + 143 + 84 + 143 + 84 + 143 + 84 + 30 m, während die Stützweiten davon abweichend folgende Abmessungen hatten: 30 + 98 + 115 + 112 + 115 + 112 + 115 + 98 + 30 m. Der Wechsel zwischen Ausleger- und Einhängeträger war äußerlich daran erkennbar, dass die unteren, geraden Gurte der Einhängeträger etwas höher lagen als die der Auslegerträger.
Wie bei allen Brücken der Transsibirischen Eisenbahn wurde auch hier die von Belelubsky entwickelte Bauweise verwendet, die Querprofile der eigentlichen Fahrbahnträger gelenkig auf den Hauptträgern zu lagern.
Die Pfeiler waren aus Granitblöcken gemauert und reichten über die gesamte Breite des Überbaus. An der Oberwasserseite hatten sie die zu dieser Zeit übliche, schräg nach vorn ausgreifende Vormauerung, die weniger als Strömungsteiler, sondern vielmehr als Eisbrecher zum Aufbrechen und seitlichen Ableiten des in jedem Frühjahr einsetzenden Eisgangs dienten.

## Parallele Brücke (1984)

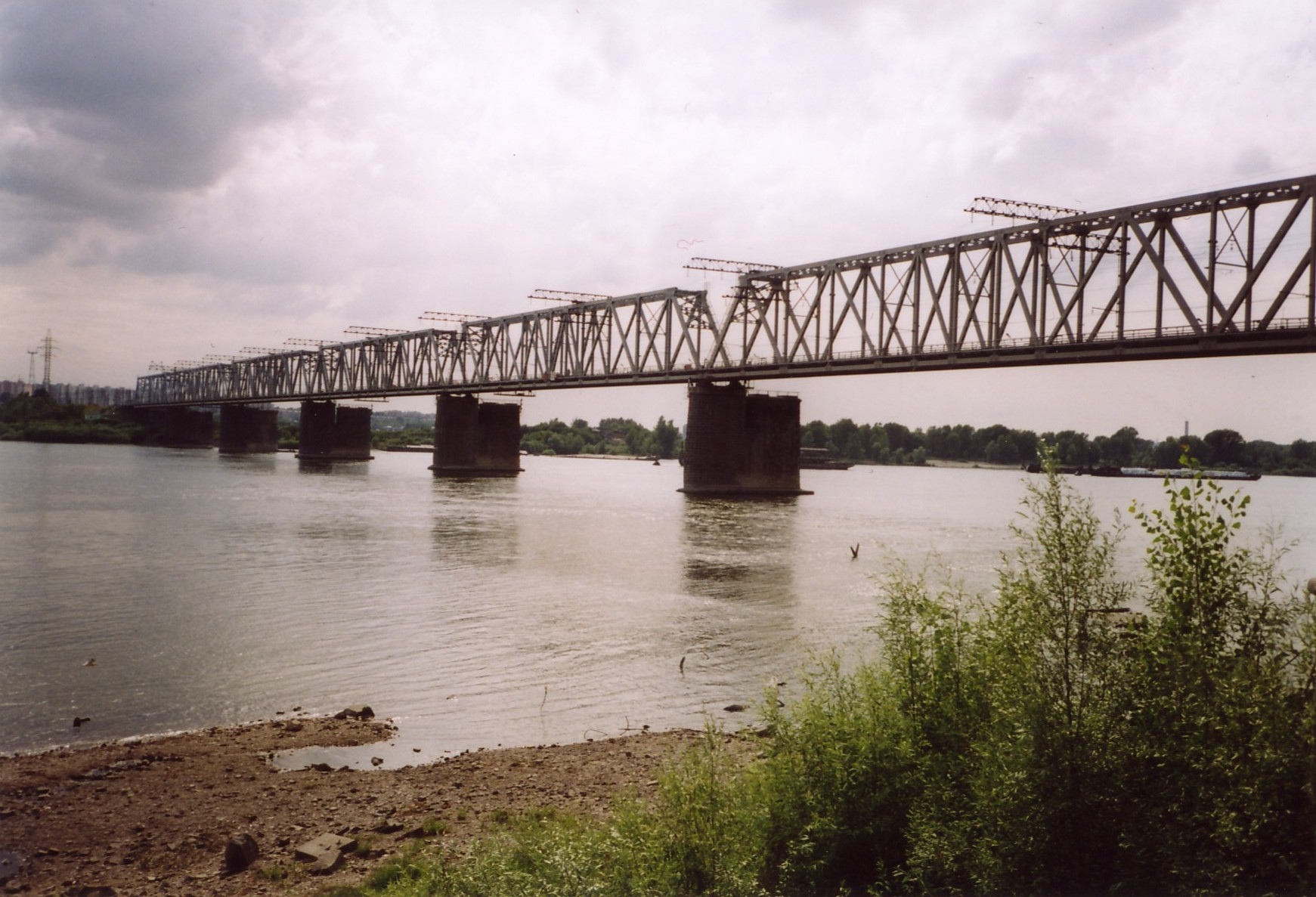
Die Eisenbahnbrücke im Jahr 2003

In den 1930er Jahren wurde eine zweigleisige Strecke hauptsächlich für Güterzüge um Nowosibirsk herum gebaut, die den Ob auf der rund 7 km weiter südlich stehenden Komsomolsk Eisenbahnbrücke überquert. Die alte Eisenbahnbrücke verlor dadurch an Bedeutung und wurde praktisch nur noch für den Personenverkehr benutzt.
In den 1950er Jahren wurde südlich der Stadt das Wasserkraftwerk am Ob gebaut, was unter anderem zur Folge hatte, dass unterhalb des Kraftwerks kein Eisgang mehr auftrat und die großen Eisbrecher an der alten Brücke ihren Sinn verloren.
1974 begann man, diese Eisbrecher als Basis für eine Erweiterung der Pfeiler aus Stahlbeton zu verwenden und auf ihnen eine zweite, parallele Brücke zu bauen, die 1984 eröffnet wurde. Anders als die alte Brücke hat sie keine Gerberträger, sondern besteht aus einer Reihe von sieben parallelgurtigen Fachwerkträgern, die jeweils mit beiden Enden auf den Pfeilern aufliegen.
Ab 1984 bestand ein zweigleisiger Zugverkehr. 1991 wurde der Verkehr auf der alten Brücke eingestellt. Ab 2000 wurde sie demontiert und verschrottet. Lediglich einer der Einhängeträger wurde 150 m weiter südlich an der östlichen Uferpromenade als Museumsstück aufgestellt.
Die Brücke von 1984 ist insofern bemerkenswert, als an ihren südlichen Obergurten Kragarme befestigt sind, an denen drei Leiterseile einer Hochspannungsfreileitung angehängt sind.